# Мулан 2
«Мулан 2» (англ. Mulan II) — повнометражний анімаційний фільм, випущений у 2004 році студією Walt Disney Pictures, сиквел мультфільму «Мулан» (1998). Був випущений відразу на відео.

## Сюжет
Пройшов місяць відтоді, як Фа Мулан (Fa Mulan) повернулася з перемогою додому. Генерал Лі Шан (Li Shang) просить її руки та отримує згоду. Почувши про їхні заручини, дракон Мушу радіє доти, поки предки не роз'яснили йому, що після укладання шлюбу Мулан перестане бути його підопічною, і він втратить своє місце зберігача та п'єдестал. Бажаючи зберегти свою посаду, Мушу вирішує посварити пару, і це йому вдається.
Тоді ж імператор Китаю просить Мулан і її нареченого (генерала Шана) супроводжувати трьох його дочок — принцес Мей, Тінтін і Су — в королівство Цуйгун (Qui Gong), де дівчата мають стати дружинами синів злісного правителя Цина (Lord Qin) й укласти союз із Китаєм, щоб монголи не напали на країну. У подорож Мулан і Шан беруть із собою охоронців Яо, Ліна і Ченьпо (Yao, Ling, Chien-Po).
Принцеси закохуються у своїх охоронців. Якось уночі пари порушують наказ генерала — не покидати табір — і йдуть у село. Мушу, який увесь шлях влаштовував підступи, нарешті досягає мети — посварити Мулан із нареченим. Мулан воліє помиритися із Шаном, але мандрівників помічають монголи, і починається битва. Унаслідок Мулан і Шан опиняються на мотузковому мосту, на якому монголи, які тікають, обрізають мотузки, і Шан трагічно падає в прірву.
Вирішивши, що її коханий загинув, головна героїня їде до Цуйгуну одна, щоб урятувати принцес від примусового шлюбу. Виконавши при цьому план імператора, вона сама збирається одружитися з одним з принців. Шан, який насправді вижив після падіння, втручається в церемонію та рятує кохану.
За допомогою Мушу, що прикинувся Великим Золотим Драконом єдності, ситуацію вдалося врегулювати. Мулан одружилася зі своїм коханим, а принцеси залишилися із воїнами. Після весілля Шан поєднує храми двох сімейств, завдяки чому Мушу зберігає своє становище.

## Персонажі
- Фа Мулан (кит.: 花木蘭, Fa Mulan, «Фа Мулань») — головна героїня мультфільму. Добра і кмітлива 19-річна дівчина, яка вважає, що обов'язок людини — слухати своє серце. Вона закохана у Лі Шана. За будь-яких обставин Мулан шукає нові шляхи вирішення проблем, на відміну від Шана, і це часто стає причиною їхніх сварок. Вона співчуває принцесам і воїнам і всіляко заохочує їхні стосунки, хоч і суперечить у цьому генералу Шана.
- Лі Шенґ (кит.: 將軍, Li Shang; кит.: 李翔將軍, «генерал Лі Шан») — 26-річний генерал імператорської армії. Гарна, серйозна, розумна і винахідлива людина. Іноді буває й трохи жорстоким, проте насправді так і лишається добрим. Діє за планами і картами, і ніколи не хоче чекати натхнення, але незабаром наважується зробити це. Також не любить, щоб усі діяли за своїм бажанням, і вважає, що всі зобов'язані виконувати свій обов'язок (хоча саме через те, що Мулан обійшла його, вони зустрілися). Незабаром Шан теж діє, підкоряючись своєму серцю.
- Мушу (кит.: 木須, Mùxū, «Мусю») — дракон.
- Мей (кит.: 小梅, Xiǎo Méi; кит.: 小梅公主, «принцеса Маленька Мей») — друга дочка імператора. Їй подобається Яо. Поговоривши з Мулан, Мей розуміє, що не зможе одружитися з принцом. Тому вона вирішує написати батькові листа з повідомленням про те, що не зможе виконати цю місію, тому що закохана в іншу людину.
- Яо (кит.: 阿堯, Yáo) — воїн-охоронець.
- Тінтін (кит.: 婷婷, Tíng Tíng; кит.: 婷婷公主, «принцеса Тін Тін») — перша дочка імператора. На перший погляд, вона найсерйозніша із трьох принцес. Але насправді Тінтін соромиться свого сміху. Вона закохується в Ліна, якого її сміх не бентежить.
- Лін (кит.: 寧, Níng, «Нін») — воїн-охоронець.
- Су (кит.: 素素, Sù Sù; кит.: 素素公主, «принцеса Су Су») — третя дочка імператора, дуже весела принцеса. Закохується у Ченьпо.
- Чен По (англ. Chien-Po, кит.: 金寶, Jīn Bǎo, «Цзінь Бао») — воїн-охоронець.

## Ролі озвучували
| Персонаж      | Оригінал       | Український дубляж |
| ------------- | -------------- | ------------------ |
| Мулан         | Мінґ-На        | Інна Бєлікова      |
| Шенґ          | Б. Д. Вонґ     | Дмитро Чернов      |
| Мушу          | Марк Мозлі     | Юрій Ребрик        |
| Яо            | Гарві Фірштейн | Василь Мазур       |
| Лін           | Ґедд Ватанабе  | Дмитро Завадський  |
| Чен По        | Джеррі Тондо   | Максим Кондратюк   |
| Імператор     | Пет Моріта     | Анатолій Барчук    |
| Бабуся Фа     | Джун Форей     | Тамара Яценко      |
| Фа Зу         | Сун-тек О      | Євген Шах          |
| Правитель Чін | Кіоні Янґ      | Євген Малуха       |

### Інформація про дубляж
Фільм дубльований компанією «Невафільм Україна» на замовлення «Disney Character Voices International» у 2007 році.
- Переклад Федора Сидорука
- Режисерка дубляжу — Ольга Фокіна
- Звукорежисер — Андрій Завгородній

А також ролі дублювали: Лідія Муращенко, Ірина Ткаленко, Катерина Сергеєва та інші.